# Colomascirtus psarolaimus
Espèce
Statut de conservation UICN

 EN B1ab(iii) : En danger
Synonymes
- Hyla psarolaima Duellman & Hillis, 1990
- Hyloscirtus psarolaimus Faivovich, Haddad, Garcia, Frost, Campbell, and Wheeler, 2005

Colomascirtus psarolaimus est une espèce d'amphibiens de la famille des Hylidae.

## Répartition
Cette espèce se rencontre entre 1 950 et 2 660 m d'altitude sur le versant amazonien de la cordillère Orientale du département de Putumayo dans le sud de la Colombie à la province de Morona-Santiago en Équateur,.

## Publication originale
- Duellman & Hillis, 1990 : Systematics of frogs of the Hyla Larinopygion group . Occasional papers of the Museum of Natural History, vol. 134, p. 1–23 (texte intégral).